# Robert Wiemer
Robert Wiemer (geboren 30. Januar 1938; gestorben 21. August 2014) war ein US-amerikanischer Fernsehproduzent, Regisseur und Drehbuchautor.

## Filmografie (Auswahl)
als Regisseur
- 1975: Letters (Kurzfilm)
- 1979: The Big Blue Marble (Fernsehserie)
- 1983: Somewhere, Tomorrow
- 1983: Annas Geheimnis Anna to the Infinite Power
- 1988: Das Geheimnis der unsichtbaren Stadt The Night Train to Kathmandu (Fernsehfilm)
- 1988: Superboy (Fernsehserie, 1 Folge)
- 1989–94: Raumschiff Enterprise – Das nächste Jahrhundert (Fernsehserie, 8 Folgen)
- 1993–96: SeaQuest DSV (Fernsehserie, 2 Folgen)
- 1993: Star Trek: Deep Space Nine (Fernsehserie, 1 Folge)
- 1998: New York Undercover (Fernsehserie, 1 Folge)

als Drehbuchautor
- 1974: The Big Blue Marble (Fernsehserie)
- 1983: Annas Geheimnis Anna to the Infinite Power
- 1983: Somewhere, Tomorrow
- 1988: Das Geheimnis der unsichtbaren Stadt The Night Train to Kathmandu (Fernsehfilm)

als Produzent
- 1974–79: The Big Blue Marble (Fernsehserie, Executive Producer)
- 1983: Annas Geheimnis Anna to the Infinite Power
- 1983: Somewhere, Tomorrow
- 1988: Das Geheimnis der unsichtbaren Stadt The Night Train to Kathmandu (Fernsehfilm)

## Auszeichnungen
Für die von ihm gemeinsam mit Rick Berman produzierte Kinderserie The Big Blue Marble erhielt er 1976 den Daytime-Emmy-Award für das beste Kinderprogramm.